# Коваленков, Александр Александрович
Александр Александрович Коваленков (2 [15] марта 1911, Новгород — 8 ноября 1971, Москва) — русский советский поэт-песенник и прозаик, педагог, фронтовой корреспондент.

## Биография
Отец поэта, Александр Иванович Коваленков, был радиоконструктором. Крупный советский учёный в области связи, Валентин Иванович Коваленков, приходился дядей. Мать, Надежда Мироновна, преподавала в школе, происходила из рода священнослужителей. Детство будущего поэта прошло у родственников по материнской линии в селе Перетёнка. Дед по матери был управляющим в новгородском имении «Топорок» крупного русского политика М. В. Родзянко. Рано, семи лет, Александр осиротел и в 1921 году был увезён отцом в Москву. Пытался, как и отец, стать инженером, писал и стихи, первое стихотворение опубликовал в 1928 году в журнале «Смена». Литератор «победил».
Александр — выпускник Московского института кинематографии (1932).

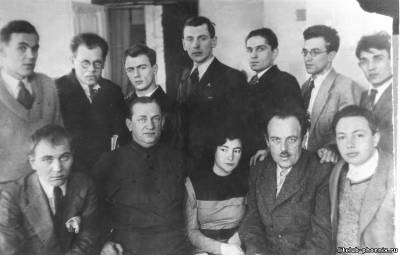
Участники Первого съезда советских писателей (1934). В первом ряду, слева направо: Александр Шевцов, Владимир Ставский, Маргарита Алигер, Александр Безыменский, Александр Исбах. Во втором ряду: Сергей Васильев, Григорий Бровман, Александр Коваленков, Сергей Михалков, Евгений Долматовский, Илья Френкель, Василий Сидоров.

Участник Первого Всесоюзного съезда советских писателей (1934).
Участник Великой Отечественной войны. Служил в газете Карельского фронта «В бой за Родину», издававшейся в Беломорске, многократно бывал на Мурманском и Кандалакшском направлениях. Награждён орденом Красной Звезды. В 1942 был ранен, лечение проходил в г. Чкалов (ныне Оренбург).
После смерти Сталина был арестован, вышел через месяц, отбывал срок в лагерях. Реабилитирован.
Позднее преподавал стихосложение в Литературном институте им. А. М. Горького и других институтах. Среди его учеников В. Солоухин, К. Ваншенкин, Вл. Соколов, Вл. Фирсов, Д. Маркиш, Б. Ахмадуллина.
Умер в 1971 году и похоронен в Москве, на Новодевичьем кладбище.
В 1983 году в селе Перетёнка Окуловского района Новгородской области, где прошли детские годы А. А. Коваленкова, была открыта мемориальная доска поэту.
Владимир Туркин, поэт, переводчик и издатель посмертного сборника стихов А. Коваленкова, посвятил ему следующее стихотворение:

Отходил по земле Коваленков,

Отгорел одиноким огнём.

Не осталось о нём киноленты,

Мемуаров не пишут о нём.

Человек бескорыстного долга, —

И не знаю я, как для кого, —

Для меня будет памятным долго

Иронический голос его.

Он носил в себе тайну — обиду,

Но с подчеркнуто гордой судьбой

Никому этой тайны не выдал,

А пронес до могилы с собой.

Вот стучится он в дверь. Вот он входит.

Осторожен. Медлительно-тих.

До наивности весь превосходен

В обстоятельных жестах своих.

Избалован вниманьем не слишком.

И в быту до чудачества строг, —

Инвалид — пенсионную книжку

Он с войны нераскрытой сберег.

Не слывя богачом, он упрямо —

Сам прошедший фронты и бои —

Все Вьетнаму, Вьетнаму, Вьетнаму

Высылал гонорары свои.

Мне, издателю, тихо напомнил,

Ни аванса не ждя, ничего:

«Не забудьте про мой однотомник»,

Вот и всё завещанье его.

Он к грядущим ушел поколеньям —

Не гудком пароходным в дыму,

Тонколицым и чутким оленем,

Лишь не чутким к себе самому.

Виновато на траурных лентах

«Незабвенный» мы пишем о нём…

Отходил по Земле Коваленков,

Отгорел одиноким огнём.

## Творчество
Ранние поэтические опыты А. Коваленкова удостоились внимания М. Горького, положительную рецензию на первый сборник стихов «Зеленый берег» написал О. Мандельштам.
В 1942 году, оказавшись в госпитале г. Чкалова, писал стихи о городе, которые печатались на страницах областной газеты «Чкаловская Коммуна»: «Атака» (1942), «Город в степи», «Счастье», «Август», «Продолжение следует», совместно с Н. Клементьевым — «Наглядный урок» (1944).
Автор сборников стихов и прозаических произведений, основная тема которых — Заполярье, ему посвящены фронтовые и многие послевоенные сборники. Поэт-песенник. Автор текстов песен «Сядь со мною рядом», «Солнце скрылось за горою», «Когда душа поёт», детской песни «Почему медведь зимой спит». На стихи А. Коваленкова писали музыку композиторы Р. Глиэр, Е. Родыгин, М. Табачников, А. Силантьев, В. Шебалин и др.
Автор работ по теории поэзии.

## Избранная библиография
- 1935 — «Зеленый берег». — М.: Советский писатель;
- 1942 — «Её Карелией зовут». — Беломорск;
- 1943 — «Далеко на Севере». — Беломорск;
- 1943 — «Походная тетрадь». —мГос. изд. Карело-Финской ССР;
- 1943 — «На высокой волне». — Беломорск;
- 1943 — «Походная тетрадь». — Беломорск;
- 1945 — «Стежки-дорожки»: Стихи. — М.;
- 1955 — «Загадочно мерцая в окулярах» — Стихотворение о планете Марс
- 1962 — «Практика современного стихосложения». — М.;
- 1968 — «Избранные стихи из 20 книг». — М.;
- 1974 — «Песня 10‑й гвардейской дивизии» // «Песня в бою. Песни Карельского фронта». — Петрозаводск;
- 1975 — «Сорок лет: Избранные стихи». — М.

## Избранные песни на стихи А. Коваленкова
- 1935 — Три пионерские песенки.
- 1938 — Летняя черноморская.
- 1939 — Дозорная кавалерийская (Степью-долиною).
- 1939 — Храброе сердце.
- 1941 — Спортивная песенка из к/ф «Боксёры».
- 1944 — Колыбельная.
- 1946 — Московский вальс.
- 1947 — Когда душа поёт.
- 1948 — Московская песня.
- 1948 — Песня друзей.
- 1948 — Негритянский марш свободы.
- 1948 — Солнце скрылось за горою
- 1948 — Студенческая песня.
- 1949 — Зимний вальс.
- 1950 — Чтоб жизнь цвела.
- Песня лыжника
- Высоко орёл летает.
- Песня о Ленине.
- Почему медведь зимой спит.
- Алёнушка.
- 1955 — Слава труду из к/ф «Весенние голоса».
- 1955 — Песни к комедии А. Е. Корнейчука «Крылья».
- 1957 — Нет на свете дальних стран.